# Grégoire Bibesco-Brancovan
Grégoire Bibesco-Bassaraba de Brancovan, né le 12 décembre 1827 et mort le 15 octobre 1886, est un prince franco-roumain.

## Jeunesse

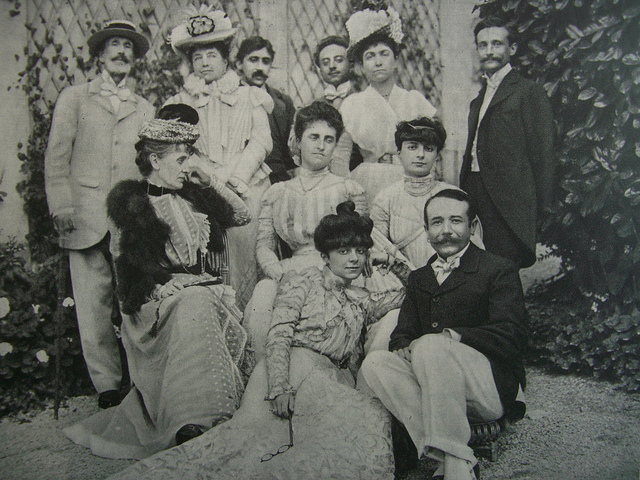
De gauche à droite, debout : le prince Edmond de Polignac, la princesse de Brancovan, Marcel Proust, le prince Constantin Brancovan (frère d'Anna de Noailles) et Léon Delafosse. Au 2e rang : Madame de Montgenard, princesse de Polignac, comtesse Anna de Noailles. Au 1er rang : princesse Hélène Caraman-Chimay (sœur d'Anna de Noailles), Abel Hermant.

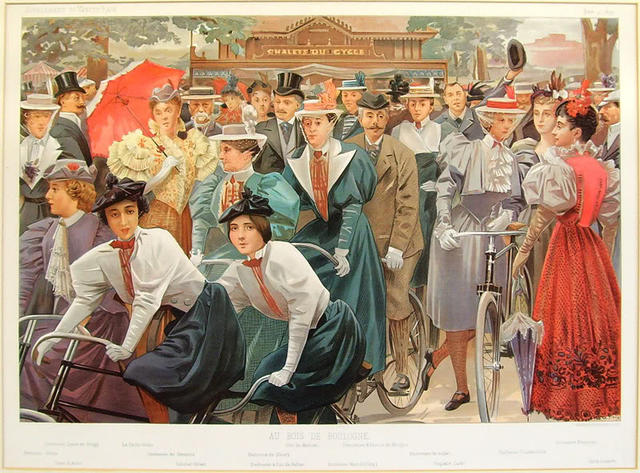
Sa femme, Rakoul, apparaît dans une foule à la mode dans le Bois de Boulogne dessiné par Guth, 1897.

Le prince Grégoire est né à Craiova le 12 décembre 1827. Il était le fils du prince Georges Bibesco (Gheorghe Bibescu) et de la princesse Zoé Bassaraba de Brancovan (Brâncoveanu). 

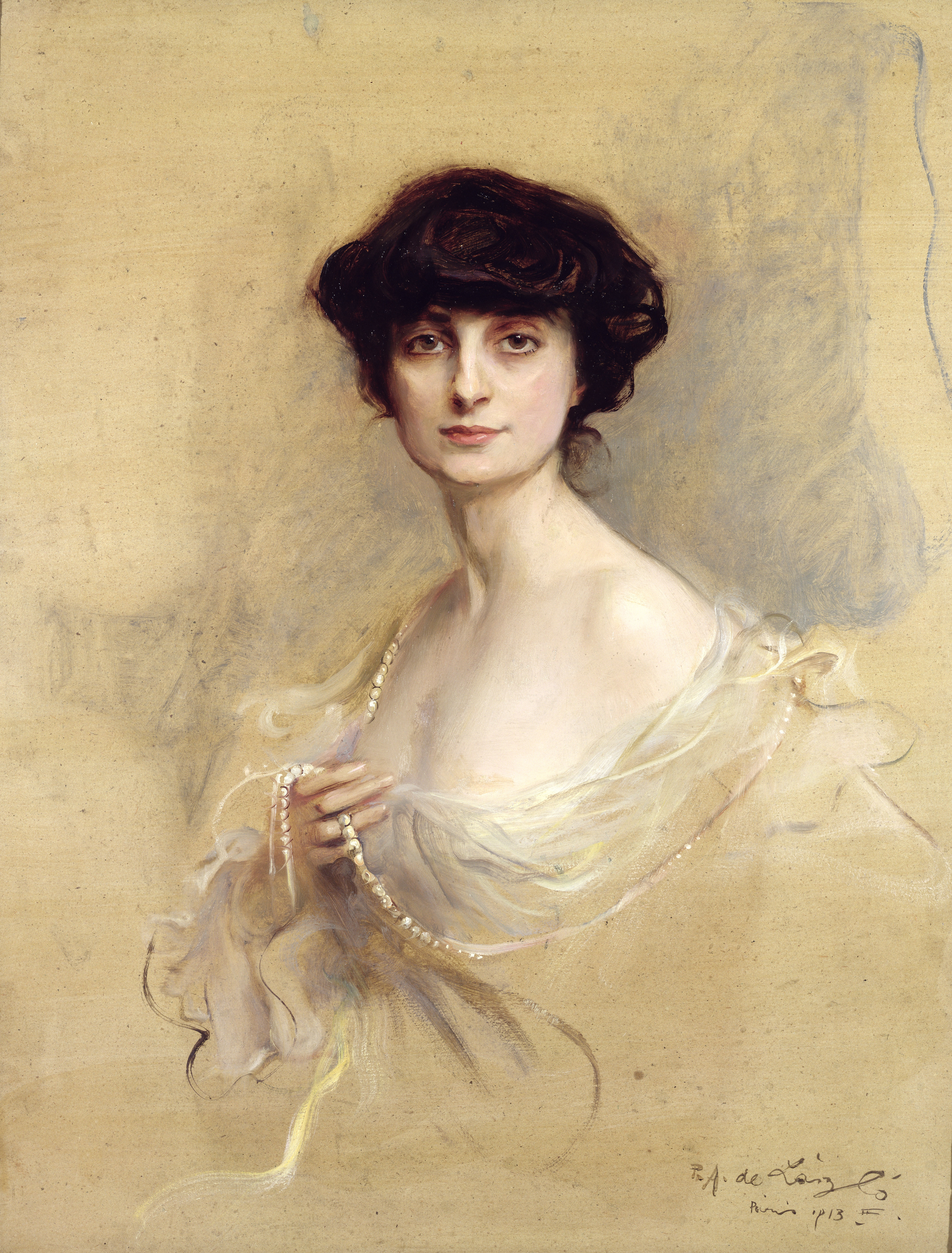
Sa fille, Anna, comtesse de Noailles, par Philip de László, 1913.

Il a épousé Rakoul (Rachel) Musurus (née c. 1848), fille du Pacha Constantine (Costaki) Musurus (1807–1891), ambassadeur de Turquie en Grande-Bretagne, et de son épouse Anna Vogoridès. Il était, en outre, un parent de l'ambassadeur roumain Antoine Bibesco, l'époux d'Elizabeth Lucy Asquith, fille du premier ministre britannique HH Asquith. Le prince Grégoire et son épouse Rachel ont eu trois enfants : 
- Prince Constantin Bibesco-Bassaraba de Brancovan (1875-1967)
- La princesse Anna Élisabeth Bibesco-Bassaraba de Brancovan (1876-1933), qui a épousé à Conste Mathieu Frédéric Ferdinand garcal de Noailles à Paris le 29 juillet 1897. Anna de Noailles était une contemporaine de Marcel Proust et une figure éminente de la société parisienne[2].
- La princesse Catherine Hélène Bibesco-Bassaraba de Brancovan (1878-1929), qui a épousé le prince belge Alexandre de Caraman-Chimay (1873-1951), fils de Joseph de Caraman-Chimay, 18e prince de Chimay et frère d'Élisabeth, comtesse Greffulhe et de Joseph, Prince de Caraman-Chimay (marié à l'héritière américaine Clara Ward)[3]. Après la mort de la princesse Hélène en 1929, le prince Alexandre a épousé Mathilde Stuyvesant (veuve du millionnaire américain Rutherfurd Stuyvesant)[4].

Leur maison, la Villa Bassaraba située à l'ouest d'Évian, à Amphion-les-Bains, était un lieu de rassemblement pour les amateurs de musique et de poésie, dont Marcel Proust, le prince Edmond de Polignac, la princesse de Polignac (née Winnaretta Singer, fille d'Isaac Singer, fondateur des machines à coudre Singer), le prince Antoine Bibesco et le romancier Abel Hermant. 
Le prince Grégoire meurt à Paris le 15 octobre 1886.

## Descendance
Par sa fille Hélène, il était grand-père du prince Marc-Adolphe de Caraman-Chimay (1903–1992). 